# Chupio
Chupio es una localidad del estado mexicano de Michoacán. Es parte del municipio de Tacámbaro.

## Toponimia
El nombre «Chupio» proviene de los términos en purépecha: chupuri, fuego; o, locativo. Su significado es «Lugar de fuego».

## Demografía
| Gráfica de evolución demográfica |
|                                  |

| Censo | Población |
| ----- | --------- |
| 1900  | 482       |
| 1910  | 543       |
| 1921  | 268       |
| 1930  | 551       |
| 1940  | 559       |
| 1950  | 609       |
| 1960  | 701       |
| 1970  | 1292      |
| 1980  | 1444      |
| 1990  | 1764      |
| 2000  | 1900      |
| 2010  | 2086      |
| 2020  | 2516      |